# Петро Італієць
Петро Італієць — архітектор епохи Ренесансу. Родом з міста Лугано, тепер у кантоні Тічино. Прийняв міське право (громадянство) Львова. 1543 року вперше згадується в актах Львівського магістрату. Ім'я зустрічається в написанні Petrus Murator Italus, також Murator Regius. Мав тісні взаємини із львівським патриціатом. До документально підтверджених робіт Петра Італійця належить Успенська церква у Львові, яку завершив 1559 року. Про її зовнішній вигляд відомо мало, оскільки згоріла 1571 року. На печатці Ставропігійського братства збереглось схематичне зображення прямокутного у плані храму з контрфорсами і трьома банями. Достеменно відомо також про перебудову 1563 року готичної євангелістської церкви в місті Бистриця в Румунії. У документах бистрицького магістрату іменований Magister Petrus Italus de Luugon, civis Leopoliensis. Мистецтвознавець Владислав Лозинський вважав, будівничого автором більшості ренесансних будівель, зведених у Львові до 1560 року. Зокрема приписував будинок на вулиці Вірменській, 20. Таке припущення робив, порівнюючи портали бистрицького храму і львівського будинку. Аналізуючи мотиви орнаментів кам'яної різьби порталів і вікон, припускав також авторство Італійця у будинку Штанцля Шольца на нинішній вулиці Друкарській (завершений 1555 року, не зберігся) та будинку на вулиці Руській, 20.